# 口遊
『口遊』（くちずさみ）とは、平安時代中期に編纂された児童向けの学習教養書。全一巻。源為憲の作。ただし書名は「くちすさび」と読んだかともいう。

## 解説
本書はその序文によれば、藤原為光の子である当時7歳の松雄君（のちの藤原誠信）のために編纂されたもので、内容を「門」と称して19の分野に分け、さらに「門」の中の各記事を「曲」と称して数え、総勢378曲を収録したという。序文の最後に「天禄元年冬十二月二十七日」（971年1月26日）と記す。本文は漢文で記され、和歌等は借字で表記される。その「門」の内容は、現存する唯一の伝本である真福寺本によれば以下の通りである。
- 乾象門六曲
- 時節門九曲
- 年代門三曲
- 坤儀門五曲
- 諸国門三曲
- 田舎門九曲
- 宮城門十三曲
- 居処門三曲
- 内典門四十一曲
- 人倫門十七曲
- 官職門五十五曲
- 陰陽門四十三曲
- 薬方門九曲
- 飲食門六曲
- 書籍門二十六曲
- 音楽門十六曲
- 技芸門五曲
- 禽獣門九曲
- 雑事門十一曲

しかし上でも見られるように実際の「曲」の数は序文に示すものより少なく異なっており、本文を見ても「略之」（これを略す）と記したところがあることから、現存の真福寺本は本来の内容そのままではない「略本」、すなわち抄出本ではないかともいわれている。また巻末には「人事篇」と「竹束篇」という他書からの引用と見られる記事が加えられている。
「曲」の内容は上であげた「門」の様々な知識を、歌うように暗誦して覚えられる形にまとめたものである。たとえば「乾象門」（乾象とは天文のこと）の冒頭には、
| 原文                           | 書き下し                                 |
| ------------------------------ | ---------------------------------------- |
| 日月星〈謂之三光。亦謂三辰。〉 | 日月星〈これを三光と謂ふ。亦三辰と謂ふ〉 |

というように、覚える物の名をあらわして最後に「これを何々と謂ふ」と但し書きを付け、さらに記事によってはそのあとに「今案ずるに…」と注釈を1字分ほど下げて書き加えるという体裁になっている。ほかに所収の記事としては、いろは歌に先行するとされる仮名を重複させない誦文「大為爾の歌」や、掛け算の暗唱句である「九九」、また十二支（子・丑・寅・卯…）なども収録し、さらに「夜道で死人に出会った時唱える歌」や当時において巨大とされた「三大建築物」、また「三大橋」など興味深いものがある。本書は当時広く流布し『江談抄』などにその書名が見え、のちに類書である『二中歴』・『簾中抄』・『拾芥抄』の内容にも大きな影響を与えた。
『口遊』は弘長3年（1263年）の奥書を持つ大須観音（真福寺）所蔵の「真福寺本」が現存唯一の伝本であり、重要文化財に指定されている。江戸時代には文化4年（1807年）に真福寺本を模写した木板本が京都で刊行されており、のちに『続群書類従』にその本文を底本として収録する。平成9年（1997年）に勉誠社（現勉誠出版）から『口遊注解』が出ているが、現在は品切れとなっている。